# Erešova kula
Erešova kula u Vidu kod Metkovića je kula četvrtastog tlocrta sagrađena na južnom potezu zidina antičke Narone, a sastoji se od prizemlja i dva kata s dvoslivnim krovom. Građena je od nepravilnih klesanaca, a uz njen istočni zid je dograđena manja prizemnica. U zidove kule ugrađene su brojne antičke spolije – natpisi, ulomci arhitektonske plastike, te dijelovi figuralne skulpture. Kula je sagrađena u prvoj polovici 19 st., a sagradio ju je svećenik Bariša Ereš prema kojemu je kula dobila ime.
U njoj je pronađeno četrdeset natpisa na latinskom te dva natpisa na hrvatskom jeziku, a neki od latinskih natpisa prijepisi su rimskih originala, djelo njena graditelja Ereša. U zidovima su još uzidani rimski cipus, starokršćanski impost, dva antička vapnenačka muška torza, te baza starokršćanskog oltara.

## Zaštita
Pod oznakom Z-5304 zavedeno je kao nepokretno kulturno dobro - pojedinačno, pravna statusa zaštićena kulturnog dobra, klasificirano kao "stambena građevina".